# Animum debes mutare, non caelum
Animum debes mutare, non caelum è una frase in latino che si traduce letteralmente così: "L'animo devi mutare, non il cielo".
È l'esortazione di Seneca a un amico che crede di liberarsi degli affanni viaggiando. "Non col cambiar luogo potrai riuscirvi — dice più avanti il filosofo —, ma col mutarti in un altro uomo" (Epistole a Lucilio, XXVIII, 1, CIV, 8).
Il concetto era già stato espresso nell'esametro di Orazio "Caelum, non animum mutant qui trans mare currunt" ("Il cielo, non l'animo mutano quelli che corron di là dal mare": Epistole, I, XI, 27, "a Bullazio").
Non diversa era la convinzione dei greci: "Cambiare aria non fa diventare assennati, né toglie la stupidità", sentenzia uno dei Sette Savi, Biante (presso Tosi, 108).

## Altre lingue
Tedesco
(Proverbio)